# Jordan Adams
Jordan Lavell Adams (Atlanta, Georgia, 8 de julio de 1994) es un jugador de baloncesto estadounidense que pertenece a la plantilla del Dewa United Banten de la IBL indonesia. Con 1,96 metros de estatura, juega en la posición de escolta.

## Trayectoria deportiva

### Primeros años
Adams nació en Atlanta, es hijo de John Adams, gerente de nutrición de un instituto, y Sabrina Johnson Robinson, una higienista dental. Sus padres nunca se casaron pero siguieron siendo amigos. Cuando Adams estaba en el cuarto grado y su vida comenzó a girar en torno al fútbol americano y el baloncesto, se mudó de la casa de su madre a casa de su padre. Uno de los entrenadores de Adams era generalmente su padre desde que tenía seis años hasta que tenía 16 años.
Adams asistió al instituto "Oak Hill Academy" en Virginia, donde fue el noveno jugador en la rica historia de su programa de baloncesto en anotar 1,000 puntos en su carrera. También jugó en la Amateur Athletic Union (AAU) con los Atlanta Celtics. Poco después de que el entrenador de los Celtics; Korey McCray se convirtió en un entrenador asistente en la Universidad de California, Los Ángeles (UCLA), Adams aceptó una beca deportiva para jugar con los UCLA Bruins.

### Universidad
Adams en 2012 se unió a los freshman Shabazz Muhammad, Kyle Anderson y Tony Parker en una clase de reclutamiento UCLA considerado la mejor de la nación. El primero de los cuatro reclutas en firmar, Adams era el único que no formó parte del McDonald's All-American en el instituto. A pesar de la competencia, que mantiene su compromiso de UCLA. Empezó la temporada 2012-13 con 20 o más puntos en los primeros cuatro partidos, convirtiéndose en el primer freshman (debutante) de UCLA en lograr esa hazaña; fue el primer Bruins en cualquier clase en empezar la temporada con cuatro partidos seguidos desde que Don MacLean (6 lineal) en 1990-91. A pesar de que no inició como titular hasta el séptimo partido de la temporada, Adams fue segundo del equipo en anotación detrás de Muhammad. Terminó la temporada siendo titular en 27 de 33 partidos jugados, ocupa el octavo lugar en la Conferencia Pacific-12 en anotación con 15,3 puntos por partido, lideró a la conferencia con 73 robos, y fue cuarto con un porcentaje de tiros libres con 84,3. El entrenador de UCLA Ben Howland y el entrenador de Arizona Wildcats Sean Miller se sorprendieron de que Adams no fue elegido en el mejor quinteto freshman (debutante) de la conferencia. Miller cree además que Adams debería haber sido nombrado para el mejor quinteto de la Pac-12, así como equipo defensivo de la conferencia. En las semifinales de la de torneo de la Pac-12 de 2013, Adams anotó 11 puntos en los últimos seis minutos en una remontada sobre Arizona. Sin embargo se fracturó el pie derecho en la última jugada del partido; se había fracturado el mismo pie en el instituto. Sin Adams, los Bruins perdieron sus dos próximos partidos, incluyendo una derrota que puso fin a la temporada de los Minnesota Golden Gophers en el primer partido del Torneo de la NCAA de 2013.
Dos días después de que terminó la temporada, Howland fue despedido y reemplazado por Steve Alford. Adams no jugó baloncesto durante cuatro meses, mientras que el pie sano. En su segunda temporada en 2013-14, Adams dijo que disfrutó su papel bajo Alford y su sistema de "very open", más de lo que él hizo con Howland. Los entrenadores dieron a Adams el apodo de Spider-Man, después de que su capacidad de robos con su "web on the ball". A principios de la temporada, el Inland Valley Daily Bulletin escribió que podría ser la última temporada de la universidad de Adams dada sus posibilidades de jugar profesionalmente en la National Basketball Association (NBA). Adams anotó un 50% desde el campo durante el calendario fuera de las conferencias de los Bruins, y comenzó la Pac-12 con 21 puntos en 8 de sus 13 disparos contra los USC Trojans. Sin embargo, acertó solo el 36,2% en los próximo 10 partidos, antes de anotar 10 de 14 contra Utah por 24 puntos, en su entonces récord de su carrera contra un oponente Pac-12. El 27 de febrero, Adams y Anderson se perdió un partido después de haber sido suspendido por una violación de las reglas del equipo. El 6 de marzo, Adams anotó un récord personal de 31 puntos, UCLA aseguro el segundo lugar en el torneo de la Pacific-12 de 2014 con una victoria por 91-82 en Washington. Para la temporada, lideró el equipo en puntos con casi 18 puntos por partido, lideró la conferencia en robos con 2,8 por partido, y rompió el récord de la universidad de robos en una temporada establecido previamente por Cameron Dollar (82) en 1997. Adams fue nombrado en el mejor quinteto de la Pacific-12 Conference. Los Bruins ganaron el torneo de la Pac-12 de 2014, Adams anotó a un tiro de tres puntos que rompió un empate con 45 segundos restantes en un malestar 75-71 sobre el No. 4 a nivel nacional del ranking "Arizona" en el partido de campeonato.
En el banquete del equipo, fue galardonado con el Premio en Memoria de J. D. Morgan, presentado por el Bruin Hoopsters al jugador más destacado del equipo y el Trofeo en Memoria de Bob "Ace" Calkins al mejor tirador de tiros libres del equipo.
Adams declaró su elegibilidad para el Draft de la NBA de 2014, renunciando a sus dos últimos universitarios. Muchos analistas lo señalaron con la oportunidad de ser una selección de primera ronda.

### NBA
El 26 de junio de 2014, Adams fue seleccionado en el puesto número 22 del Draft de la NBA de 2014 por los Memphis Grizzlies. El 7 de julio de 2014, firmó con los Grizzlies. En su primera temporada alternó sus participaciones en el primer equipo con las cesiones al filian de la NBA D-League, los Iowa Energy. Disputó 30 partidos con los Grizzlies, en los que promedió 3,1 puntos por partido, mientras que en los Energy promedió 18,1 puntos y 7,0 rebotes en 11 partidos.
El 26 de octubre de 2016 fue despedido por los Grizzlies.

### Carrera posterior
En los años siguientes estuvo alejando de la competición profesional, reapareciendo esporádicamente en la NBA Summer League de 2017 y en The Basketball Tournament de 2018.
Tras disputar el Dubai International Basketball Championship de 2019 como refuerzo del equipo sirio Al-Wahda, en marzo de ese año tuvo la oportunidad de retornar a la G League como jugador de los Rio Grande Valley Vipers. Sin embargo sólo disputó dos partidos.
En 2020 registró pasos por el CIBACOPA y la LNBP de México, antes de llegar el 8 de diciembre al Comunicaciones de la Liga Nacional de Básquet de Argentina, equipo con el que disputó las siguientes dos temporadas.
Regresó a los Libertadores de Querétaro de la LNBP mexicana en julio de 2022, pero no concluyó la temporada. Posteriormente jugó para equipos de Uruguay, Venezuela y la República Dominicana.
En enero de 2024 debutó en la IBL de Indonesia como jugador del Dewa United. Culminada la temporada, en agosto de 2024 fichó con el San Miguel Beermen de la PBA de Filipinas.

## Estadísticas de su carrera en la NBA

### Temporada regular
| Año     | Equipo  | PJ | PT | MPP | %TC  | %3P  | %TL  | RPP | APP | ROB | TPP | PPP |
| ------- | ------- | -- | -- | --- | ---- | ---- | ---- | --- | --- | --- | --- | --- |
| 2014-15 | Memphis | 30 | 0  | 8.3 | .407 | .400 | .609 | .9  | .5  | .5  | .2  | 3.1 |
| 2015-16 | Memphis | 2  | 0  | 7.5 | .333 | .000 | .600 | 1.0 | 1.5 | 1.5 | .0  | 3.5 |
| Total   | Total   | 32 | 0  | 8.2 | .402 | .385 | .607 | .9  | .6  | .6  | .2  | 3.2 |

### Playoffs
| Año   | Equipo  | PJ | PT | MPP | %TC  | %3P   | %TL  | RPP | APP | ROB | TPP | PPP |
| ----- | ------- | -- | -- | --- | ---- | ----- | ---- | --- | --- | --- | --- | --- |
| 2015  | Memphis | 4  | 0  | 2.5 | .667 | 1.000 | .500 | .3  | .0  | .3  | .0  | 1.8 |
| Total | Total   | 4  | 0  | 2.5 | .667 | 1.000 | .500 | .3  | .0  | .3  | .0  | 1.8 |